# Riwallon de Bretanya
Riwallon de Bretanya (segle ix), escrit també Rivalon o Rivallon, fou un príncep bretó fill del rei Salomó I de Bretanya i de la seva esposa Wembrit. És menys conegut que el seu pare o que el seu cunyat Pascweten.

## Origen
Riwallon porta el nom del seu avi patern. El seu pare Salomon era el cosí d'Erispoe que en un acte de 856 qualifica a «Salomon filii Riwallon» de «consobrino meo». Segons Pere Le Baud, Salomó era «fill de Riwallon, germà de Nominoe». Aquest Riwallon era molt probablement el cunyat més que el germà de Nominoe, ja que els noms utilitzats en la família d'aquest últim (Nominoe, Erispoe, Conan) són totalment diferents dels de la família de Riwallon (Rivallon, Salomon, Guegon) la qual cosa sembla demostrar, segons les regles de l'onomàstica medieval, que pertanyien a dues descendències agnàtiques diferents

## Príncep bretó
Durant el regnat del seu pare el rei Salomó I de Bretanya (857- 874); Riwallon va subscriure nombrosos actes del Cartulari de Redon, sol o conjuntament amb el seu germà petit Guegon (Wincon, Wigon).
L'últim acte conegut en el qual apareix està datat el 9 de juliol del 871. Sembla que va morir poc després, ja que en un diploma del 10 de febrer del 872 el seu germà «Vuigon filius ejus testis» és mencionat sol. El 873 segons els Annales Bertiniani és Wigon qui s'encomana a Carles II el Calb. Finalment quan Salomó volia abdicar el 874 va considerar el cedir el tron a aquest mateix fill, el jove Wigon.

## Posteritat
La documentació subsistent no dona cap informació sobre un enllaç de Riwallon ni sobre la seva eventual descendència.

### La llegenda
Genealogies molt posteriors establertes per encàrrec de famílies nobles de Bretanya desitjoses de demostrar l'antiguitat del seu llinatge lligant-lo als reis del país i a l'època carolíngia van atribuir a Riwallon, personatge ben real però gairebé desconegut, una àmplia posteritat. Aquestes afirmacions no descansen, és clar, sobre cap document contemporani del personatge.
Segons aquesta literatura pseudohistòrica, diverses cases feudals bretones descendeixen així de Riwallon. Aquelles de les quals «la filiació mascle, natural i legítima és certa i establerta per fonts incontestables», són: 
- la casa d'Acigné
- la casa de Châteaubriand,
- la casa de rohan
- la casa de Rougé
- la casa de Rieux.

«Cadascuna d'aquestes terres principesques, independent de les altres, va ser transmesa als descendents mascles de Riwallon, anomenats els «prínceps de Bretanya».

### La Història
A la seva obra Joëlle Quaghebeur revela tanmateix que al segle xi, Ongwen, la filla d'un cert «Riwallon de Crozon», que s'havia casat amb Orscand bisbe de Cornouailles (mort el 1064), el germà del comte Alan Canhiart, havia anomenat el seu fill segon amb el nom de Guegon (Wigon) i que un dels seus nets portava el nom reial de Salomó
Sembla doncs que els noms de la descendència de Salomó I de Bretanya es transmetien encara a fills petits en famílies nobles d'aquesta època, pot ser com a mostra d'una descendència en línia femenina.